# Kathedraal van Peterborough
De kathedraal van Peterborough is een anglicaanse kathedraal, die de zetel is van de bisschop van het bisdom Peterborough. De kathedraal heet voluit de Kathedraal van Sint-Petrus, Sint-Paulus en Sint-Andreas (Engels: Cathedral Church of St Peter, St Paul and St Andrew), maar staat daarnaast ook wel bekend als de Sint-Petruskathedraal (Saint Peter's Cathedral).

## Geschiedenis

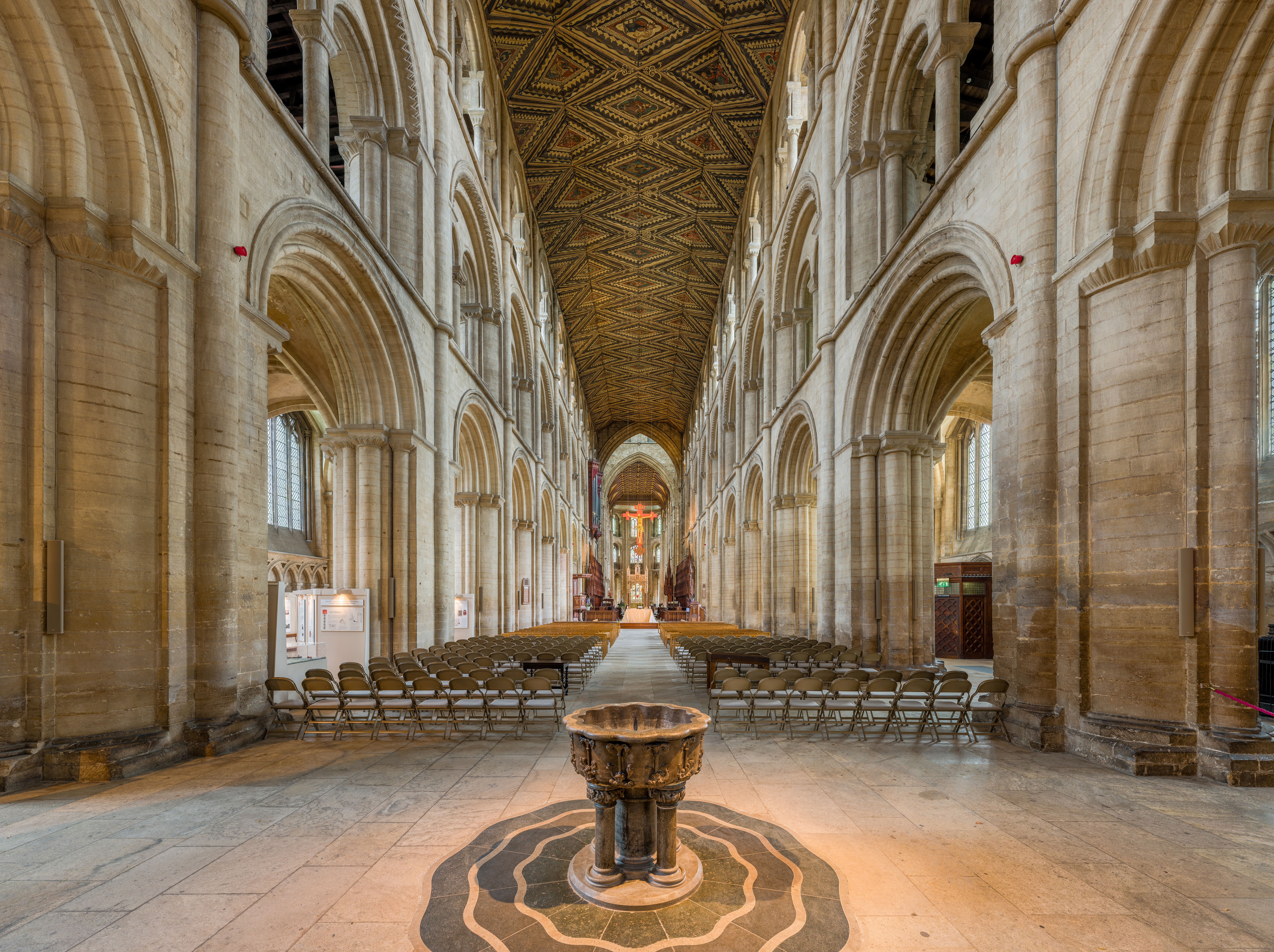
Het schip van de kathedraal. Het houten plafond is het enige van haar soort overgebleven plafond in het Verenigd Koninkrijk.

Een eerste abdij te Peterborough, die stamde uit het jaar 655, werd grotendeels verwoest door Vikingen in 870. Halverwege de 10e eeuw werd een nieuwe abdij met kerk gebouwd. De abdij zou verwoest worden in 1069; de kerk kende eenzelfde lot in 1116. Met de bouw van het huidige gebouw werd begonnen in 1118. In 1238 werd het gebouw ingewijd. Tot op de dag van vandaag heeft het schip het originele houten plafond, dat stamt uit de periode 1230-1250.
Tijdens de regeerperiode van de Tudors werden er twee koninginnen begraven in de kathedraal: Catharina van Aragon (in 1536) en Maria I van Schotland (in 1587). Catharina ligt nog altijd begraven in de kathedraal. Maria I van Schotland is in 1612 herbegraven in de Westminster Abbey.
De kathedraal heeft te lijden gehad onder de Engelse Burgeroorlog. In 1643 beschadigden soldaten, die aan de kant stonden van het parlement, de kathedraal. In de 17e en 18e eeuw werd de schade gedeeltelijk hersteld. In 1883 begon een grootschalige restauratie.
In 2001 raakte de kathedraal beschadigd door brand. Het orgel raakte door toedoen van zowel het vuur als het bluswater dusdanig beschadigd dat het herbouwd moest worden.